# Devecseri Szilárd
Devecseri Szilárd (Szombathely, 1990. február 13. –) magyar válogatott labdarúgó, az osztrák UFC Markt Allhau játékosa.

## Pályafutása

### A válogatottban
A magyar felnőtt válogatottba Egervári Sándor hívta meg először 2013 szeptemberében, az észtek elleni 5-1-re megnyert világbajnoki selejtezőn a 61. percben állt be Laczkó Zsolt helyére.  
A magyar válogatott Hollandia elleni 8–1 arányban vesztes találkozón  öngólt vétett, egy beadást követően a saját kapujába fejelt.

## Statisztika

### Mérkőzései a válogatottban
| Magyarország | Magyarország         | Magyarország                    | Magyarország | Magyarország | Magyarország | Magyarország | Magyarország | Magyarország                |
| #            | Dátum                | Helyszín                        | Hazai        | Eredmény     | Vendég       | Kiírás       | Gólok        | Esemény                     |
| ------------ | -------------------- | ------------------------------- | ------------ | ------------ | ------------ | ------------ | ------------ | --------------------------- |
| 1.           | 2013. szeptember 10. | Budapest, Puskás Ferenc Stadion | Magyarország | 5 – 1        | Észtország   | vb-selejtező | -            | 62'                         |
| 2.           | 2013. október 11.    | Amszterdam, Amsterdam ArenA     | Hollandia    | 8 – 1        | Magyarország | vb-selejtező | -            | a szünetben 55' 64' (öngól) |
| 3.           | 2013. október 15.    | Budapest, Puskás Ferenc Stadion | Magyarország | 2 – 0        | Andorra      | vb-selejtező | -            | 22' a szünetben             |
|              | Összesen             |                                 |              | 3            | mérkőzés     |              | 0            | gól                         |